# La Minita
La Minita är en ort i Mexiko.   Den ligger i kommunen San Miguel de Allende och delstaten Guanajuato, i den centrala delen av landet, 240 km nordväst om huvudstaden Mexico City. La Minita ligger 2 011 meter över havet och antalet invånare är 138.
Terrängen runt La Minita är platt åt nordost, men åt sydväst är den kuperad. Runt La Minita är det ganska tätbefolkat, med 108 invånare per kvadratkilometer. Närmaste större samhälle är San Miguel de Allende, 17,5 km sydväst om La Minita. Trakten runt La Minita består i huvudsak av gräsmarker.